# 53127 Adrienklotz
53127 Adrienklotz è un asteroide della fascia principale. Scoperto nel 1999, presenta un'orbita caratterizzata da un semiasse maggiore pari a 3,069905 UA e da un'eccentricità di 0,031541, inclinata di 2,868559° rispetto all'eclittica. Ha un diametro di 6,784 km.